# هرمان ويبر
هرمان ويبر (بالألمانية: Hermann Weber) (و. 1899 – 1956 م) هو عالم حيواني، وأستاذ جامعي، من ألمانيا، ولد في برتن، كان عضوًا في الحزب النازي، توفي في توبنغن، عن عمر يناهز 57 عاماً.

## مناصب وهيئات
أدار جامعة توبنغن، وجامعة فيينا، وجامعة مونستر.